# Liste der Biografien/Sies
Liste der Biografien |
Portal Biografien |
Personensuche
# |
A |
B |
C |
D |
E |
F |
G |
H |
I |
J |
K |
L |
M |
N |
O |
P |
Q |
R |
S |
T |
U |
V |
W |
X |
Y |
Z |
?
 
Sa |
Sb |
Sc |
Sd |
Se |
Sf |
Sg |
Sh |
Si |
Sj |
Sk |
Sl |
Sm |
Sn |
So |
Sp |
Sq |
Sr |
Ss |
St |
Su |
Sv |
Sw |
Sy |
Sz
 
Sia |
Sib |
Sic |
Sid |
Sie |
Sif |
Sig |
Sih |
Sii |
Sij |
Sik |
Sil |
Sim |
Sin |
Sio |
Sip |
Siq |
Sir |
Sis |
Sit |
Siu |
Siv |
Siw |
Six |
Siy |
Siz
 
Sieb |
Siec |
Sied |
Sief |
Sieg |
Sieh |
Siek |
Siel |
Siem |
Sien |
Siep |
Sier |
Sies |
Siet |
Sieu |
Siev |
Siew |
Siey
Die Liste der Biografien führt alle Personen auf, die in der deutschsprachigen Wikipedia einen Artikel haben. Dieses ist eine Teilliste mit 15 Einträgen von Personen, deren Namen mit den Buchstaben „Sies“ beginnt.

## Sies
- Sies, Helmut (* 1942), deutscher Mediziner, Biochemiker und Hochschullehrer
- Sies, Josef (1818–1886), österreichischer Orgelbauer
- Sies, Paul (* 1994), deutscher Schauspieler und Musiker

### Siese
- Siese, Schatzmeister, Wesir
- Siese, Gerd (* 1944), deutscher Fußballtorhüter

### Siesi
- Siesing, Marco (* 1977), deutscher Politiker (CDU)
- Siesing, Roland (1962–2022), deutscher Basketballspieler

### Siesk
- Sieskind, Jakob Herz (1800–1861), deutscher Großkaufmann und Hofagent
- Sieskind, Sieskind (1833–1925), deutscher Bankier, Philanthrop, Millionär und Ehrenbürger von Ballenstedt

### Siesm
- Siesmayer, Heinrich (1817–1900), deutscher Gärtner, Handelsgärtner und GartenarchitektHeinrich Siesmayer (1817–1900)

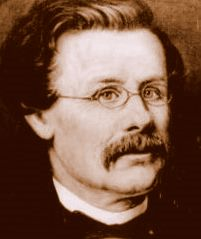
Heinrich Siesmayer (1817–1900)

- Siesmayer, Philipp (1862–1935), deutscher Gärtner

### Siess
- Siess, Cezary (* 1968), polnischer Fechter
- Sieß, Gustav (1883–1970), deutscher Generalleutnant
- Sieß, Wilhelm (1883–1936), österreichischer Politiker; Abgeordneter zum Vorarlberger Landtag
- Siess-Scherz, Ingrid (* 1965), österreichische Juristin und Verfassungsrichterin